# Giovanni Tacci Porcelli
Giovanni Tacci Porcelli (né le 12 novembre 1863 à Mogliano, dans les Marches, Italie, et mort le 30 juin 1928 à Rome) est un cardinal italien du début du XXe siècle.

## Biographie
Giovanni Tacci Porcelli étudie à Tolentino et à Rome. Après son ordination il fait du travail pastoral à Fermo et à Rome et il est notamment doyen de l'Académie des nobles ecclésiastiques.
Il est nommé évêque de Città della Pieve en 1895. Tacci est nommé délégué apostolique à Constantinople (en) pour les catholiques du rite oriental et patriarche-vicaire pour les catholiques du rite latin en 1904. En 1905 il est promu archevêque titulaire de Nicée. Il est nommé nonce apostolique en Belgique (en) en 1907, internonce aux Pays-Bas (en) en 1911, préfet du Domus pontifical en 1916 et préfet du Palais apostolique en 1918.
Le pape Benoît XV le crée cardinal lors du consistoire du 13 juin 1921. Le cardinal Tacci est secrétaire de la congrégation pour les Églises orientales. Giovanni Tacci Porcelli meurt le 6 septembre 1938 à l'âge de 64 ans.

## Succession apostolique
Giovanni Tacci Porcelli a ordonné les évêques suivants :
- Cardinal Fernando Cento (1922)
- Pape Jean XXIII (1925)